# Dichrophleps despecta
Dichrophleps despecta är en insektsart som beskrevs av Melichar 1925. Dichrophleps despecta ingår i släktet Dichrophleps och familjen dvärgstritar. Inga underarter finns listade i Catalogue of Life.